# Bundesstraße 305
De Bundesstraße 305 (kort: B 305) is een bundesstraße in de Duitse deelstaat Beieren
De bundesstraße begint bij de afrit Berneu am Chiemsee A 8 en loopt door Bernau am Chiemsee en Grassau, Reit im Winkl,Bischofswiesen, Berchtesgaden en Marktschellenberg naar de Oostenrijkse grens ten noorden van Marktschellenberg.

## Routebeschrijving
De B305 begint bij afrit Bernau am Chiemsee  van de A8. De weg loot zuidwaarts en komt door Bernau am Chemsee, Grassau, Marquartstein in het zuiden van het dorp sluit de B307 aan dan kruist ze de  rivier de Tiroler Achen, en komt door de gemeente Unterwössen steekt de
Maserer-Pass (793 m) over. De B305 komt dan door het stadje Reit im Winkl, steekt de Weitsee over, komt  door Ruhpolding en steekt de Seetraun en kruist de Weiße Traun. Waarna  de B305  de zuidelijke randweg van de stad Inzell vormt waarop de B306 vanuit Inzell aansluit. Dan loopt de weg verder zuidoostwaarts en koomt door Schneizlreuth men kruist tweemaal de Weißbach en is er een samenloopt met de  B21 samen kruisen de Saalach om bij heg gehucht Unterjettenberg en kruist ze de Schwarzbach waarna men het stadje Bischofswiesen en komt men in de stad  Berchtesgaden op een rotonde in het zuidwesten van de stad sluit de B20 aan waarna de twee samen door het zuiden van de stad lopen om op een rotonde in het zuidoosten van Berchtergaden te splitsen. Vanaf hier loopt de B305 noordoostwaarts de stad Berchtesgaden in. In de stad sluit de B319 aan. De B305/B319 loopt noordoostwaarts de stad uit kruist de Berchtesgadener Ache en bij Berchtesgaden-Unterau slaat de B319 oostwaarts af en  de B305 loopt verder  en komt door Marktschellenberg kruist de Berchtesgadener Ache en noordelijker bereikt men de Oostenrijkse grens waar de B305 overgaat in de B160 richting Salzburg.
B2 · B2a · B2R · B3 · B4 · B4R · B8 · B10 · B11 · B12 · B13 · B13n · B14 · B15 · B15n · B16 · B17 · B18 · B19 · B20 · B21 · B22 · B23 · B25 · B26 · B26a · B27 · B28 · B28a · B29 · B30 · B31 · B31a · B32 · B33 · B33a · B34 · B35 · B36 · B37 · B38 · B38a · B39 · B44 · B45 · B47 · B85 · B89 · B131n · B173 · B276 · B278 · B279 · B285 · B286 · B287 · B289 · B290 · B291 · B292 · B293 · B294 · B295 · B296 · B297 · B298 · B299 · B300 · B301 · B302 · B303 · B304 · B305 · B306 · B307 · B308 · B309 · B310 · B311 · B312 · B313 · B314 · B315 · B316 · B317 · B318 · B319 · B340 · B378 · B388 · B415 · B425 · B426 · B462 · B463 · B464 · B465 · B466 · B467 · B468 · B469 · B470 · B471 · B472 · B491 · B492 · B500 · B505 · B512 · B523 · B532 · B533 · B535 · B588 · B999